# 레오파르트 2

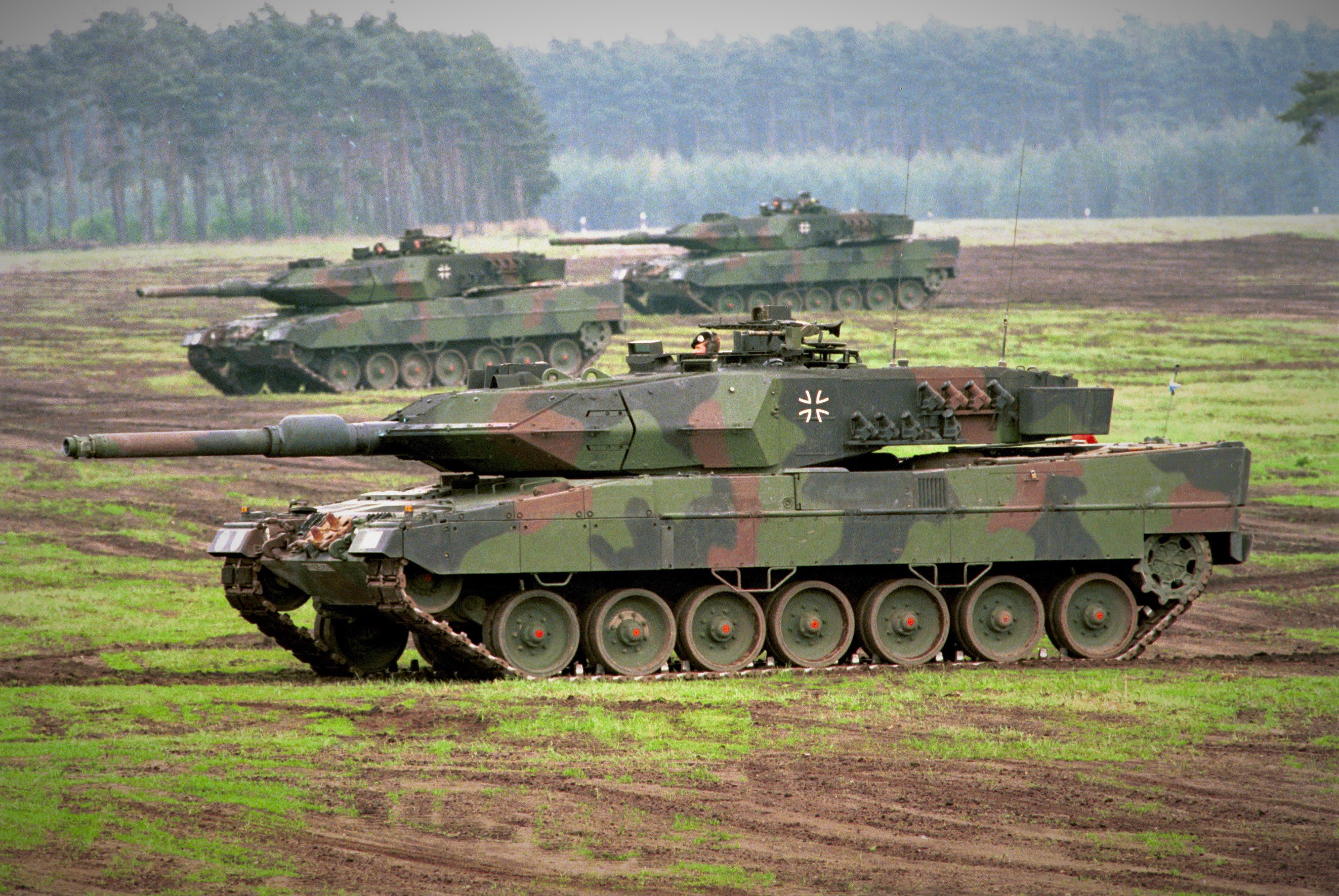
분데스베어의 레오파르트 2 주력 전차.

레오파르트 2 전차(Leopard 2)는 서독 크라우스 마파이(Krauss-Maffei)사에서 개발된 주력 전차이다.

## 레오파르트 2 개발
레오파르트 1은 1965년에 등장했지만, 그 당시부터 소련 전차의 진보에 대응하기 위해 120mm 활강포를 탑재한 강화판이 검토되고 있었다. 그러나 이 강화판은 미국과의 MBT-70의 공동 개발 프로젝트를 추진하면서 백지화되었다. MBT-70은 혁신적인 설계였지만 당초 예상액보다 개발비용이 증가하여 서독(당시)은 1969년에 프로젝트에서 손을 뗐다.
서독의 국산 신형 전차의 개발은 1970년에 크라우스 마파이(현 크라우스 마파이 베그만)사가 시작하였다. 1년 후에 이전 전차의 베이스로 MBT-70이 아닌 1960년대 후반에 있었던 레오파르트 프로젝트가 선택되었다. 1971년에는 신형 전차의 명칭은 레오파르트 2로 결정되어 원래의 레오파르트 전차는 레오파르트 1이 되었다. 그 해 17량의 초도물량이 발주되어 16량이 제조되었다. 최대 중량은 50톤으로 설정되었다.
1973년에 미국은 시제 7호차를 구입·테스트하여 1974년 12월 11일에는 미국과 신형 전차의 공동 생산에 대하 양해 각서를 주고 받았다. 제4차 중동 전쟁의 전훈을 반영하여 경사각과 공간장갑을 채용한 시제차량보다 훨씬 강력한 장갑이 요구되었다. 그 영향으로 중량은 60톤급이 되었다.
14번 시제 포탑은 새로운 장갑의 형상을 테스트하기 위한 포탑 후부의 탄약 격납고의 설계로 레오파르트 1보다 상대적으로 포탑이 더 커지게 되었다. 이와 같이 레오파르트 2는 흔히 언급되는 복합장갑은 아니고 초기에는 공간 장갑을 채용했다.
시제 14호차는 또 라인메탈의 Rh120/L44 120 mm 활강포를 채용했다. 이후 미국도 M1A1에 같은 주포를 채용하였다. 그 후 2량의 시제 차체와 3기의 시제 포탑이 발주되었다. 20번 시작 포탑은 로열 오드넌스의 L7 105mm 강선포와 휴즈사의 사격 관제 장치를 장비해, 19번 시제 포탑은 같은 사격 관제 장치에 120 mm 활강포를 탑재하였다.
21번 시제 포탑은 휴즈사와 크루프사의 공동 개발의 사격 관제 장치와 120 mm 활강포를 장비하고 있었다.

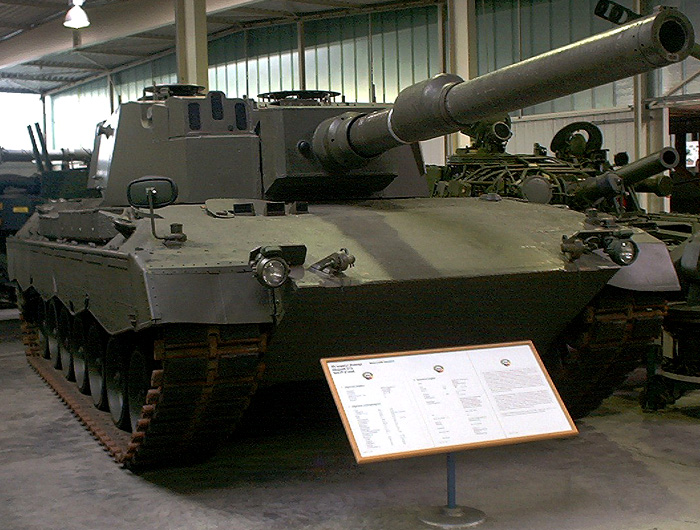
레오파르트 2 시작형

1976년 여름에 19번 시작 포탑과 차체가 20번의 시제 차체와 장갑 방어를 테스트하기 위한 특수 차량과 함께 미국에 보내졌다. 이 시작차는 간략화된 사격 관제 장치를 장비하고 있었기 때문에 레오파르트 2 AV(간략화〈austere〉버전)로 불렸다. 동년 9월 1일부터 레오파르트 2로 XM-1(M1에이브람스의 시작차)와의 비교 테스트가 에버딘 미육군 사격 시험장에서 개시되어 그 해 12월까지 계속되었다. 미 육군은 레오파르트 2로 XM1는 화력과 기동력은 동등하지만 XM-1의 방호력이 보다 우수하다고 보고했다 이때 당시 아직 레오파르트2의 장갑은 개발완료 되지 않았다.
레오파르트 2의 다연료 대응형 디젤 엔진은 소음은 컸지만 신뢰성이 높았으며 연비도 좋았다. 20번의 시제 차체는 포탑 대신에 동일한 무게의 모조 구조물을 장착하여 시험하였다. 비교 테스트를 종료한 차체는 모두 독일에 돌려 보내졌지만 19번의 시제 포탑만 남겨져 7번의 시제 차체와 결합되었으며 동시에 라인메탈 120 mm 활강포로 교체되었다. 3월까지의 테스트로 이 포는 M1 에이브람스의 초기형이 탑재하고 있던 L7 105mm 강선포보다 위력이 뛰어났다. 다만 미국은 105mm 강선포용 철갑탄을 텅스텐 대신 열화우라늄으로 대체해서 120mm 활강포의 텅스텐 탄심 철갑탄에 비해 의미있을 정도로 떨어지지 않았으며 미국역시 M1A1 이후 본격적으로 120mm 활강포를 도입하자 화력에서의 격차는 역전되었다. 이와 별개로 CAT에서의 종합성적은 레오파르트2가 좀 더 높다.
1977년 1월에 독일은 3량의 차체와 2기의 포탑으로부터 되는 양산 시제차를 발주했지만 이 분량들은 차체 전면에 의해 강화된 장갑을 장비하고 있었다. 이후 1977년 9월에 1,800량의 레오파르트 2가 발주되어 5개의 양산 배치로 나누어 생산되었다. 최초의 배치는 1979년 10월 25일에 실전 배치되었다.

## 최강의 전차라는 선입견
레오파르트 2A4가 배치될 당시까지만 해도 레오파르트 2는 세계 최정상급 전차로 군림하였다. 그러나 레오파르트 2A4 이후에는 신형 전차를 양산하려고 했던 독일군의 계획과 달리 냉전 종식으로 인한 군축의 여파를 크게 맞아 과거의 명성에 비해 개량이 지지부진하고 이루어진 개량안조차 신규 생산인 레오파르트 2A6HEL 버전이 아닌 독일 자국군용 레오파르트 2에서는 포탑 장갑재 균열 등 레오파르트 2라는 플랫폼의 한계점에 도달하였기 때문에 KF-51 판터와 EMBT라는 새 전차를 개발 중에 있다.

## 수출
2022년 9월, 현재 수출시장에서 주목받는 모델은 한국 K2 전차를 비롯해 미국 M1A2 에이브람스(Abrams), 독일 레오파르트 2A7+(Leopard 2A7+), 프랑스 AMX-56 르클레르(Leclerc), 영국 챌린저 3(Challenger 3), 중국 VT-4, 러시아 T-90M 등 7종이다. 전통의 전차 명가 독일을 제외하면 모두 강력한 국제적 영향력을 가진 유엔 안전보장이사회 상임이사국이 생산하는 주력전차다.

## 우크라이나 전쟁
2023년 1월 25일, 독일 정부는 "독일의 목표는 우크라이나가 레오파드 2로 2개 대대를 조속히 구성할 수 있도록 하는 것"이라면서 "독일은 자국군이 보유한 레오파드 2 14대를 우크라이나에 제공할 것"이라고 밝혔다. 아울러 "독일에서 우크라이나군의 훈련이 곧 시작될 것"이라면서 "독일은 병참과 탄약 정비체계 역시 제공할 방침"이라고 덧붙였다.
레오파드2는 유럽 최소 13개국에서 약 2천대가 운용 중인 독일 주력 전차로 우크라이나군 전력 강화에 필수적인 현대식 군용차량으로 언급돼왔다.
영국 싱크탱크 왕립합동군사연구소(RUSI) 육상전 선임연구원 잭 워틀링은 "레오파드2는 애초 징집병들이 유지할 수 있도록 설계돼 챌린저 2 등 북대서양조약기구(NATO·나토)의 전차보다 전투에서 사용하기가 더 간단하다"고 분석했다. 워틀링에 따르면 현재 레오파드2 예비 부품을 공급하기 위한 생산라인 또한 갖춰져 있는 상황이다.
영국 챌린저 2는 더 이상 생산되지 않으며, 따라서 고장난 전차를 수리하려면 영국군도 기존의 다른 탱크에서 부품들을 분리해야 한다. 프랑스 AMX-56 르클레르 전차는 더 이상 생산되고 있지 않아 부품 교체 등의 문제가 있다.
우크라이나군은 개전 이래 탱크와 병력수송용장갑차(APC), 보병전투장갑차(IFV) 등 러시아군 차량 수백대를 '전리품'으로 획득했다. 그러나 다수 차량은 우크라이나군이 수리에 필요한 부품을 찾지 못해 창고에 방치해둔 상황이다. 전차는 자동차와 달리 고장이 매우 잦으며, 정확한 수리 부품을 적시에 공급받아야만 운용할 수 있다. 현재 최신 탱크 중 하나인 T-80을 모는 우크라이나 육군 제25공수여단의 탱크병 바딤 우스티멘코는, 탱크가 워낙 자주 수리가 필요해 지난 7개월간 탱크를 6∼7번이나 교체했다고 말했다.
필요한 부품이 우크라이나군 어딘가에 있을 수도 있지만, 다른 부대가 어떤 부품을 가졌는지 확인할 프로그램이나 시스템이 없다.
레오파드2가 징집병이 정비할 수 있게 개발된 것에 비해, 미국 M1 에이브럼스는 모집병이 정비할 수 있게 개발되었다. 주한미군사령관을 지낸 로버트 B. 에이브럼스 미 육군 퇴역 대장은 우크라이나군이 M1 에이브럼스 전차를 수리하고 정비하기가 쉽지 않을 것이라는 미 국방부 고위 관계자들의 우려를 전했다. 그는 “(우크라이나 전선에 M1 에이브럼스 전차가 배치될 수 있도록) 재고를 마련하고 전차를 전달하고 정비기술자들을 훈련하고 필요한 것을 모두 모으는 데 얼마나 시간이 걸리겠느냐”는 질문을 받고 “모르겠다. 하지만 30일 만에 될 리는 없다는 건 확실하다”고 말했다.

### 수리부속의 문제
우크라이나가 독일에 레오파드2 지원을 요구하자, 독일은 미국이 M1 에이브럼스 전차를 지원하지 않는다면, 독일도 지원할 수 없다고 주장했다. 그러자, 미국이 M1 에이브럼스 전차는 정비가 어려워서 지원이 힘들다고 주장했다. 그러다가, 드디어 미국이 전차 지원을 하겠다고 결정했고, 독일도 전차 지원을 결정했다. 그러나, 관련 보도에 따르면, 미국이든 독일이든 전차지원이 힘들다고 한 실질적인 이유는 정비 문제였다. 전차는 자동차 보다 엄청나게 고장이 잘 나는데, 이를 수리하기 위해 부품을 따로 대규모로 창고에 비치하고 있지는 않고, 따라서, 부품 돌려막기라는 동류전환을 하고 있다는 것이다.
로이드 오스틴 미국 국방장관도 최근 "우크라이나는 전차를 수리하거나 유지할 수 없다. 감당하기 어려워 도움이 되지 않는다"고 말했다.
독일군은 현재 320대의 레오파드2 전차를 보유하고 있다. 다만 이 중 몇 대가 전투 배치를 위한 준비를 마쳤는지는 확인되지 않았다.
2023년 1월 15일, 독일 군수업체 라인메탈의 아르민 파퍼가 최고경영자(CEO)는 "우리가 만일 레오파드 탱크를 우크라이나에 보내기로 내일 결정한다 하더라도 배송은 내년 초까지 걸릴 것"이라고 밝혔다. 전투에 맞춰 "차량들은 완전히 해체되고 다시 만들어야 한다"고 지적했다. 이를 위해서는 수 개월, 수억 유로의 비용이 들기 때문에 수주가 확정될 때까지 작업을 시작할 수 없다고 했다.
미국은 더 긴 시간을 언급하고 있다. M1 에이브람스 탱크가 우크라이나에 완전히 양도되기까지 얼마나 걸릴지는 확실치 않다. 일례로 뉴욕타임스는 '미국의 탱크가 우크라이나에 도착하기까지는 길게는 수 년이 걸릴 수도 있다'는 전망을 내놨다.
이런 소식들은 모두 정비 문제 때문이다. 미국이 우크라이나에 치장물자인 중고 무기를 대규모로 지원했는데, 낡고 오래된 무기들이라서, 정비가 필요한 게 많았고, 우크라이나군에는 이러한 정비를 한 인력도, 부품도 없어서 난감해 했다. 그래서, 중고 탱크를 보내면, 수리를 할 인력과 부품이 우크라이나 최전방에는 없기 때문에, 새로운 탱크를 보내겠다는 것이다.

### 2023년 춘계 대공세
2023년 3월에, 러시아군은 2022년에 징집한 15만 명의 신병을 동원해 대공세를 펼칠 움직임을 보인다. 하지만 서방의 현대식 전차가 지원된다면 우크라이나는 러시아의 대공세 전 교착 상태에 빠진 전선을 돌파할 힘을 갖게 된다. 영국 가디언은 “레오파르트2 100대만 지원돼도 전쟁 판도를 뒤바꾸는 ‘게임 체인저’ 역할을 할 수 있다”고 평가했다. NYT는 “에이브럼스는 미국의 지상전 무기 지원의 정점이 될 수 있다”고 전했다.
그러나, 미국, 독일이 2023년 1월 전차 지원을 결정했지만, 3월까지 우크라이나에 전차를 인도할 수는 없다고 한다. 전차 지원 결정이 수뇌부에서 내려지고, 이에 따라 조종술과 정비를 훈련시키고, 막대한 수리 부품이 함께 지원돼야 하는데, 이러기에는 시간이 너무 부족하다는 것이다.

## 레오파르트 2 운용국
- 독일 - 300대

독일을 제외한 국가 2700대
- 캐나다 - 130대
- 칠레 - 132대
- 튀르키예 - 350대
- 인도네시아 - 103대
- 싱가포르 - 96대
- 그리스 - 350대
- 네덜란드 - 445대
- 스페인 - 320대
- 포르투갈 - 37대
- 노르웨이 - 52대
- 스웨덴 - 120대
- 핀란드 - 124대
- 스위스 - 380대

## 개량형

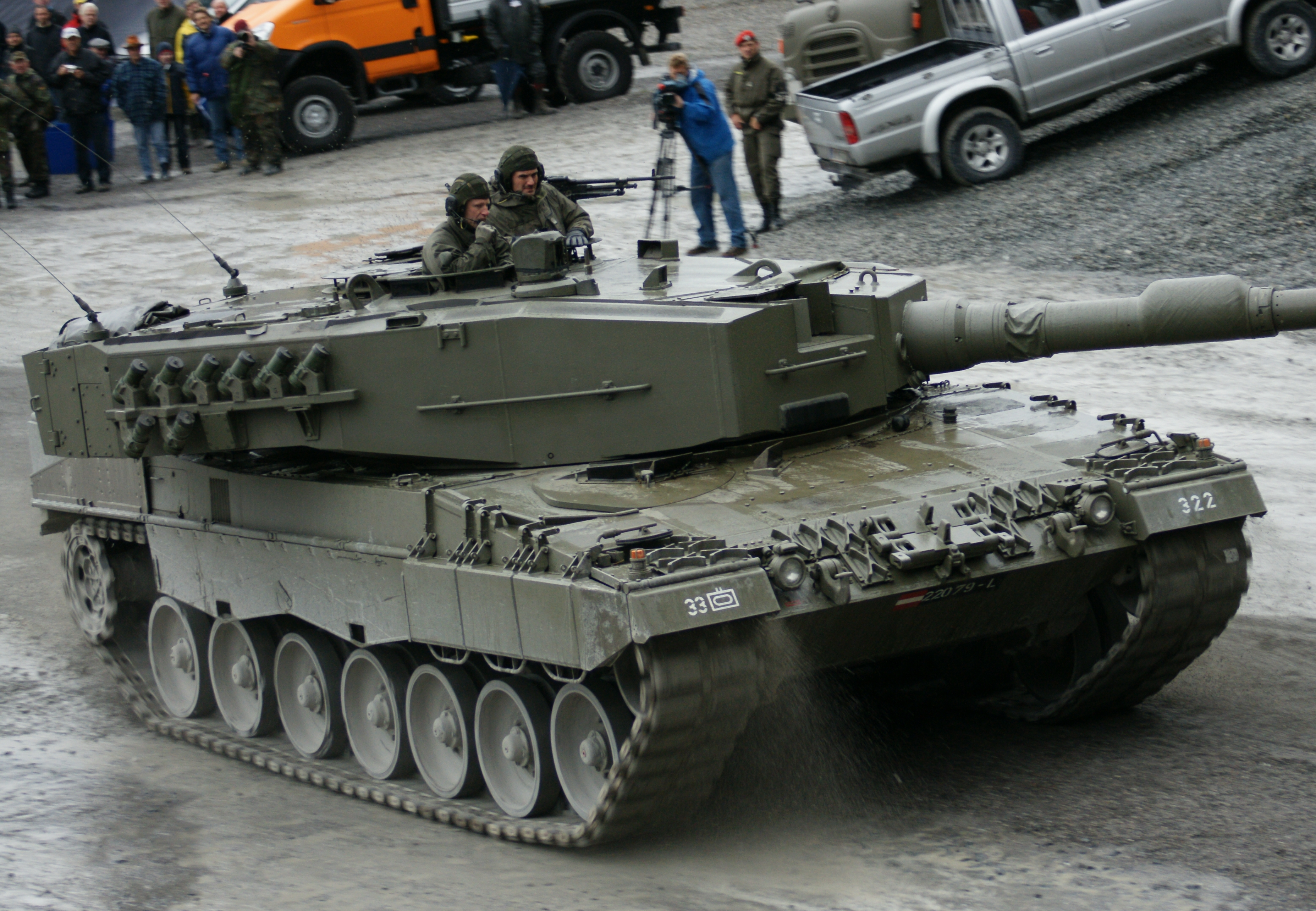
레오파트트 2 A4(오스트리아 육군)

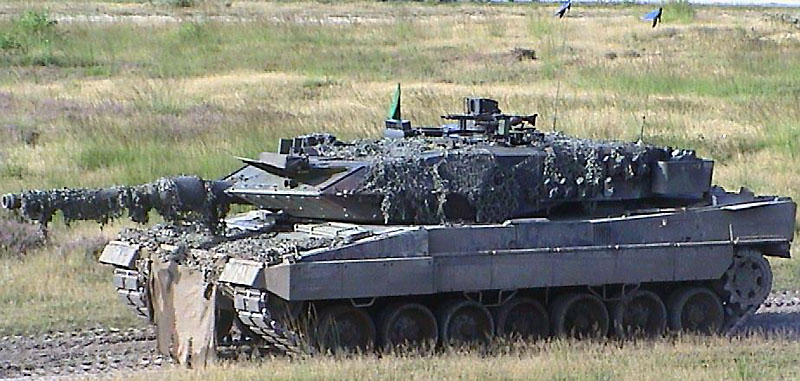
레오파르트 2 A5(독일 육군)

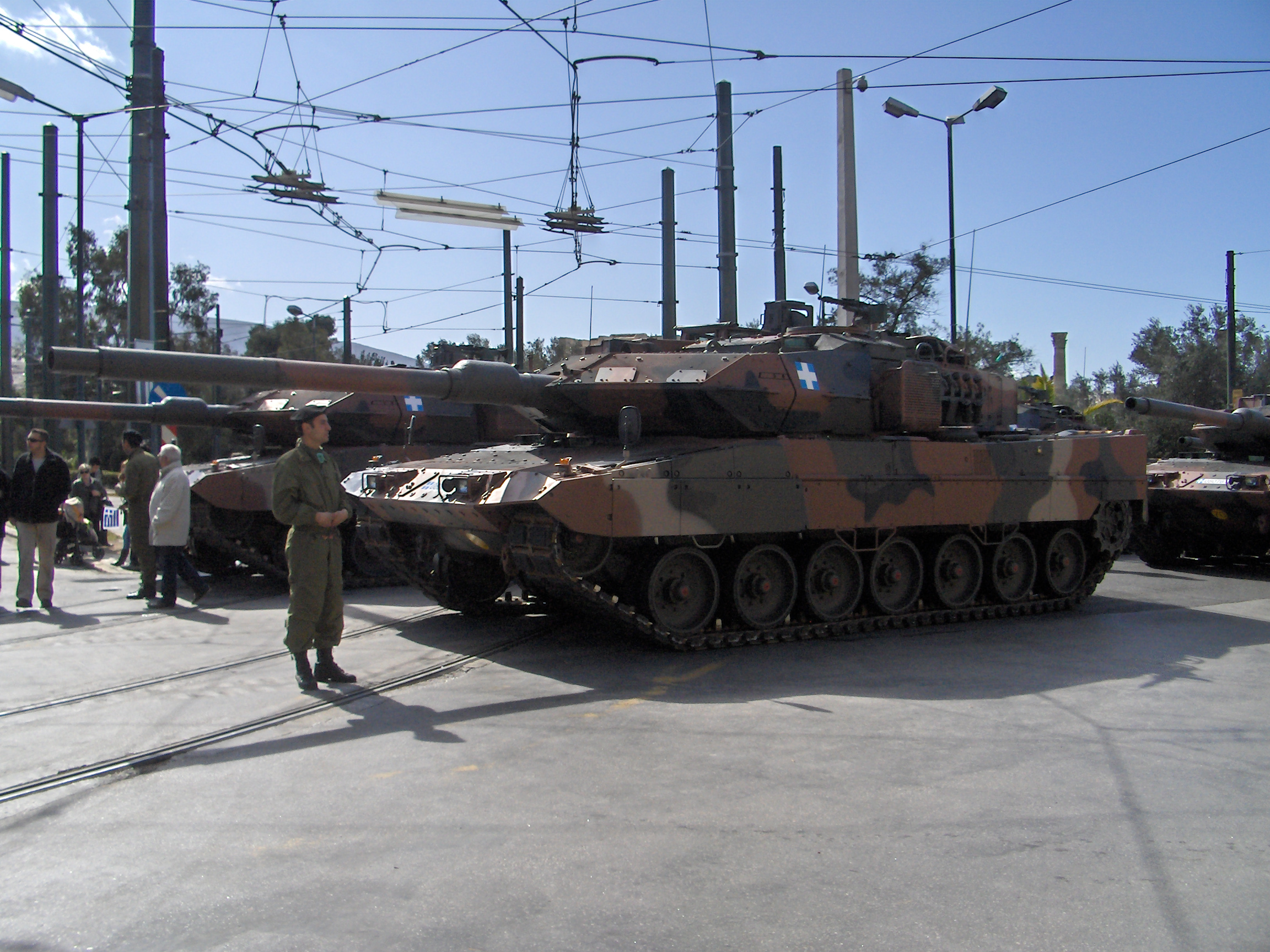
레오파르트 2A6HEL (EX)(그리스 육군)

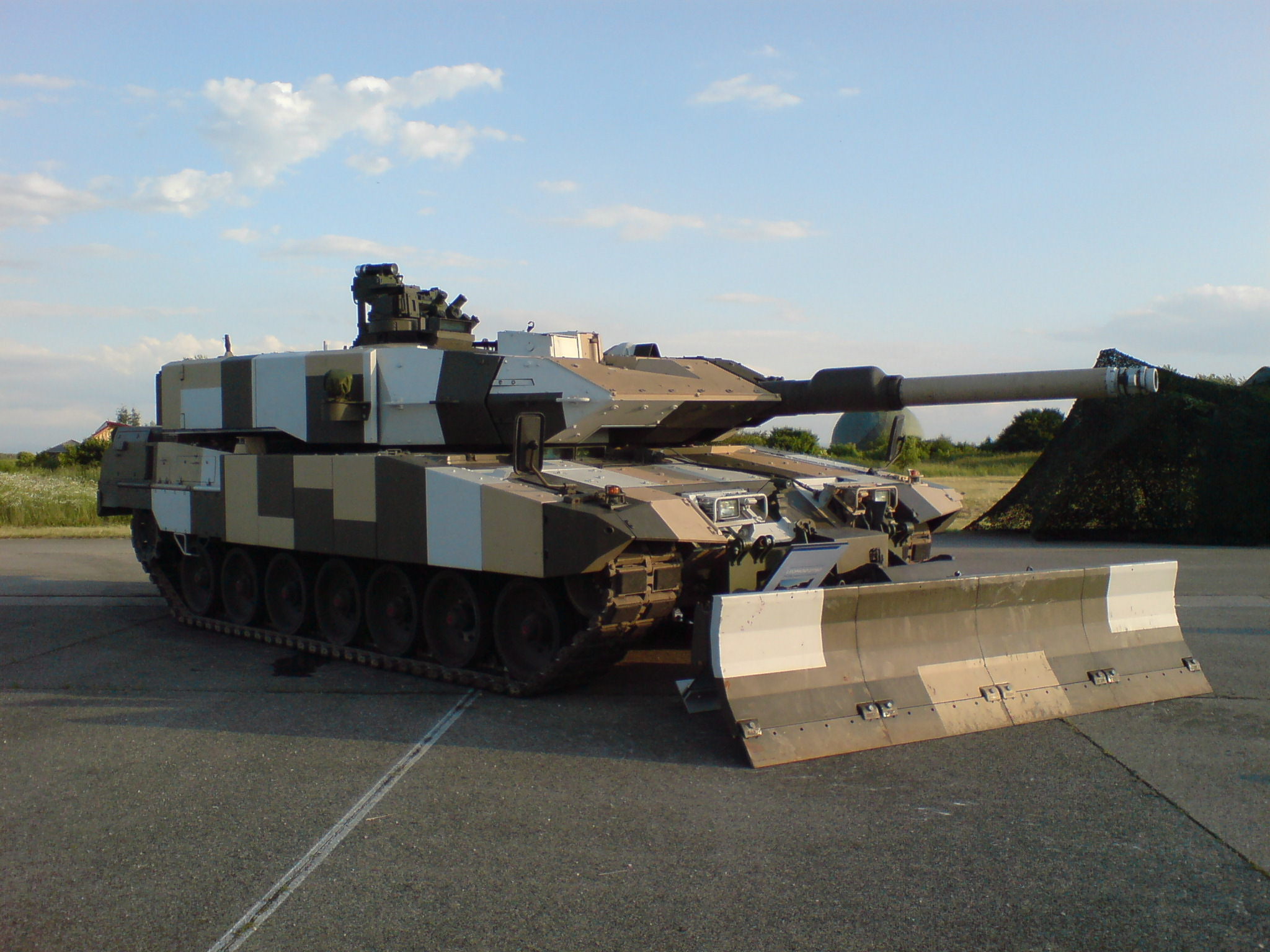
레오파르트 2PSO

Leopard 2AV
원형 차량. 자동탐지 및 추적장비, ATTICA 열 영상장비, C4I등 이 개량되었다.
Leopard 2A0
제1 배치 생산 차량.
Leopard 2A1
제23 배치 생산 차량.
Leopard 2A2
제3 배치로 개량한 제12 배치 생산 차량.
Leopard 2A3
제4 배치 생산 차량.
Leopard 2A4
제58 배치 생산 차량. 1985년에 최초로 생산되어 인도되었고 A4이전의 차량도 개량을 해 모두 A4로 취급을 하고 있다.
Leopard 2A5
A4에 KWS II라고 호칭되는 개량계획을 적용한 차량. 격벽 장갑 또는 쇼트아머로 불리는 공간 장갑판을 포탑 전면 및 측면에 장착하였다. 중량은 59.7 톤으로 증가.
사격 통제 장치를 개량하여 차장용 해치 후방에 360도 선회 가능한 차장용 사이트를 증설함으로써 헌터 킬러 능력을 획득했다. 연막탄 발사기가 Leopard 2의 경우 본래 포탑 양쪽에 4연장으로 별도로 장착되어 있긴 하나 A5 계열 이후부터 포탑 전면에 쐐기장갑이 도입되면서 상부에 추가로 '다연장' 형식으로 장착되었다.
Leopard 2A6
A5에 KWS I이라고 호칭되는 개량계획을 적용한 차량. 2001년에 최초로 독일군에 인도되었다. 중량은 62.5 톤으로 증가.
주포를 A5까지 탑재되고 있던 44 구경장 120 mm 활강포를 55 구경장 120 mm 활강포로 교체하여 신형 APFSDS인 DM53(LKE II)이상의 철갑탄을 사용하는 경우 유효사거리와 위력이 향상된다.
한국의 K1 전차는 105 mm 강선포, K1A1 전차는 44 구경장 120 mm 활강포, K2 흑표는 55 구경장 120 mm 활강포를 사용한다.
Leopard 2A6M
A6의 지뢰 방어 강화형.
차체 하부에 대지뢰용의 장갑 플레이트를 장착하고 탑승구획과 엔진룸에 대지뢰 방호개량을 실시하여 방호력을 향상시킨 모델
Leopard 2A6EX
A6의 장갑 방어 강화형.
차체 전면 및 포탑 표면에 장갑을 추가함으로써 방어력을 강화하였으며 공조 시스템도 개선시켰다. 이 사양에서 몇가지가 생략된 모델이 그리스로 수출되었다.
Leopard 2A6HEL
Leopard 2A7
Leopard 2A6의 개량형으로 새로운 장갑재를 적용하고 측면 및 후면까지 증가장갑이 적용되었으며 PSO 모델에서 파생된 모듈을 장착한 전차. 이 개량으로 인해 전투 중량이 67톤까지 증가하였으며 변속기의 일부 부품이 교체되고 제동장치와 서스펜션이 교체되거나 강화되었다.
Leopard 2PSO
국제 평화 활동에 있어서의 시가전을 상정해 설계된 형태. PSO는 Peace Support Operations의 약어. 2006년 6월에 처음 공개되었다.
주포는 시가지에서의 운용을 고려해서 44 구경장 120 mm 활강포를 탑재한 모델로 차체 전면과 측면 그리고 포탑 측면 및 후면에 증가장갑 및 방호구조물 부착하여 방호력을 강화하였고 차체전면에 RPG-7 대책용의 증가 장갑을 장착하여 차체전면하부와 차체 저판에는 대지뢰용의 장갑 플레이트를 장착하여 대지뢰 방호력을 향상시켰다.
탄약수용 해치 후방에 설치된 360도 선회 가능한 원격 조작식 총가에는 40 mm 고속 유탄발사기, 또는 12.7mm중기관총, 또는 7.62mm기관총을 설치가 가능하다. 비살상 병기(연막탄)를 따로 발사할 수 있다.
소형 카메라 설치로 근접 관측 능력을 확보하였으며 주포 동축에 탐조등을 설치하여 탐지 능력을 개선하고 차체 전면에 도저 블레이드를 장착하여 시가전에 대응하고 차량 전체에 시가전 대응 위장도색 등이 주된 개량점이다

## 같이 보기
- 레오파르트 1
- MGCS